# Auvers (Manche)
Pour les articles homonymes, voir Auvers.
Auvers (prononcer /ovɛʁ/) est une commune française située dans le département de la Manche en région Normandie, peuplée de 689 habitants.

## Géographie

### Localisation
Auvers est une commune située au cœur des marais du Cotentin à cinq kilomètres de Carentan.
| Appeville, Baupte                       | Appeville | Carentan-les-Marais (comm. dél. de Saint-Côme-du-Mont et de Carentan) |
| Montsenelle (comm. dél. de Saint-Jores) | Auvers    |                                                                       |
| Gorges                                  | Sainteny  | Méautis                                                               |

### Climat
Pour des articles plus généraux, voir Climat de la Normandie et Climat de la Manche.
En 2010, le climat de la commune est de type climat océanique franc, selon une étude du CNRS s'appuyant sur une série de données couvrant la période 1971-2000. En 2020, Météo-France publie une typologie des climats de la France métropolitaine dans laquelle la commune est exposée à un climat océanique et est dans la région climatique Normandie (Cotentin, Orne), caractérisée par une pluviométrie relativement élevée (850 mm/a) et un été frais (15,5 °C) et venté. Parallèlement le GIEC normand, un groupe régional d’experts sur le climat, différencie quant à lui, dans une étude de 2020, trois grands types de climats pour la région Normandie, nuancés à une échelle plus fine par les facteurs géographiques locaux. La commune est, selon ce zonage, exposée à un « climat maritime », correspondant au Cotentin et à l'ouest du département de la Manche, frais, humide et pluvieux, où les contrastes pluviométrique et thermique sont parfois très prononcés en quelques kilomètres quand le relief est marqué.
Pour la période 1971-2000, la température annuelle moyenne est de 11,3 °C, avec une amplitude thermique annuelle de 11 °C. Le cumul annuel moyen de précipitations est de 823 mm, avec 13,8 jours de précipitations en janvier et 7,5 jours en juillet. Pour la période 1991-2020, la température moyenne annuelle observée sur la station météorologique la plus proche, située sur la commune de Sainte-Marie-du-Mont à 12 km à vol d'oiseau, est de 11,6 °C et le cumul annuel moyen de précipitations est de 890,0 mm,. Pour l'avenir, les paramètres climatiques de la commune estimés pour 2050 selon différents scénarios d’émission de gaz à effet de serre sont consultables sur un site dédié publié par Météo-France en novembre 2022.

## Urbanisme

### Typologie
Au 1er janvier 2024, Auvers est catégorisée commune rurale à habitat dispersé, selon la nouvelle grille communale de densité à sept niveaux définie par l'Insee en 2022.
Elle est située hors unité urbaine.
Par ailleurs la commune fait partie de l'aire d'attraction de Carentan-les-Marais, dont elle est une commune de la couronne,. Cette aire, qui regroupe 13 communes, est catégorisée dans les aires de moins de 50 000 habitants,.

### Occupation des sols
L'occupation des sols de la commune, telle qu'elle ressort de la base de données européenne d’occupation biophysique des sols Corine Land Cover (CLC), est marquée par l'importance des territoires agricoles (89,8 % en 2018), en diminution par rapport à 1990 (99,9 %).
La répartition détaillée en 2018 est la suivante : zones agricoles hétérogènes (49,7 %), prairies (29,2 %), terres arables (10,9 %), zones humides intérieures (10,2 %).

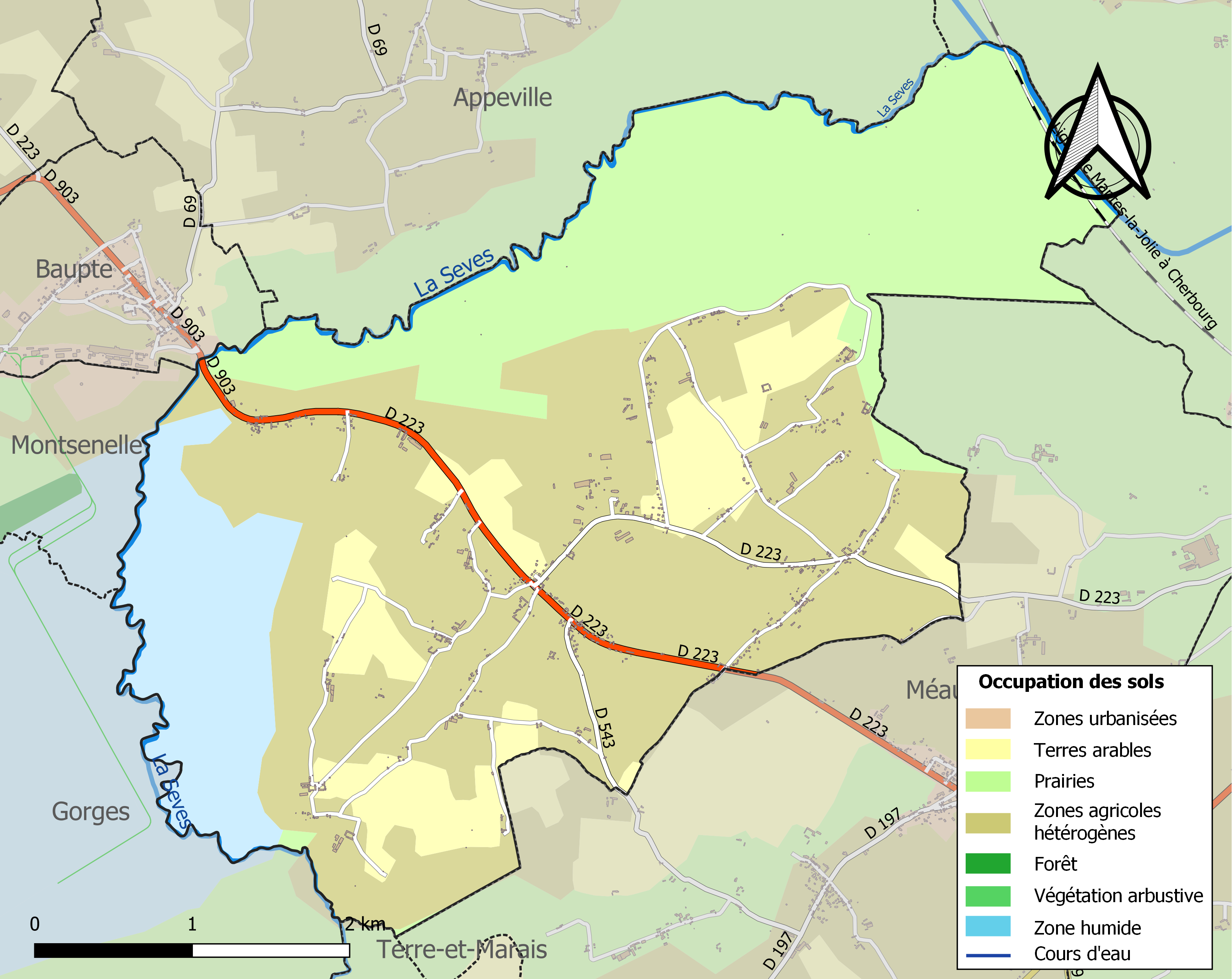
Carte des infrastructures et de l'occupation des sols de la commune en 2018 (CLC).

L'évolution de l’occupation des sols de la commune et de ses infrastructures peut être observée sur les différentes représentations cartographiques du territoire : la carte de Cassini (XVIIIe siècle), la carte d'état-major (1820-1866) et les cartes ou photos aériennes de l'IGN pour la période actuelle (1950 à aujourd'hui).

## Toponymie
Le nom de la localité est attesté sous les formes alvers en 1095 et 1153, de Auverso en 1200, Auvers en 1235 et vers 1280.
Le toponyme aurait une origine gauloise, issu d'Arvernus, surnom ethnique (Arvernes, ethnie gauloise), ou composé d'are, « devant », et vern-, « aulne ».
Le gentilé est Auversois.

### Microtoponymie
Le quartier du Néhou, lieu-dit de la commune, dont le nom d'origine gaélique Niall adopté sous une forme très proche Njáll dans la société des Vikings norvégiens, et particulièrement en Islande où une saga, la Niáls Saga consacrée à un personnage portant ce nom, et que l'on retrouve en Nord-Cotentin sous la forme Néhou attesté par au moins dans sept noms de lieux : Néhou, Saint-Jacques-de-Néhou, Néhourie, lieu-dit de Canville-la-Rocque, La Néhourie, lieu-dit de Huberville, Néhou, hameau de Gatteville et dans le nom de la commune de Néville.

## Histoire

### Moyen Âge
Pour la période ducale (Xe – XIIe siècles), quatre chartes de donations à l'abbaye de Saint-Sauveur sont souscrites par quatre familles différentes, toutes dépendantes de l'honneur de Saint-Sauveur et dont l'une, la famille d'Auvers tient le patronage de la dite paroisse, ce qui laisse suggérer que les tenants des trois autres fiefs connus sont vassaux de la famille d'Auvers. C'est vers 1238, que les domaines d'Auvers et de Carentan furent détachés de la baronnie de Saint-Sauveur, dont avait hérité Jean Ier d'Harcourt (1226-1288) par Saint Louis, afin d'éviter l'accroissement du fief, qui les donna à l'un des puînés, Raoul.
Lors de l'occupation de la Normandie par les Anglais (1418-1450), au cours de la seconde phase de la guerre de Cent Ans, la seigneurie d'Auvers fut récupéré par Jean de Robersart, chevalier, seigneur d’Escaillon (Écaillon) et de Bruilles dans le Nord, sur Jean d'Harcourt.
La seigneurie d'Auvers fut la possession des familles d'Harcourt, d'Orglandes et de Sainte-Marie.

### Temps modernes
En 1491, 1492 et 1514, un Jean d'Orglandes est qualifié de seigneur de Prétot et d'Auvers,.

### Révolution française et Empire
Sous la Révolution, Pierre Lebrun (Auvers, 1749 - 1813), curé de Saint-André-de-Bohon, et également médecin, prêta serment, puis abandonna la soutane pour se faire agriculteur. Après les troubles, il remit l'église en état et reprit son ministère jusqu'à sa mort.

### Époque contemporaine
En 1943, les troupes allemandes découvrirent près du château des objets de l'âge du bronze : haches, lances, pointes, etc.. En 1973, ce fut à l'école d'Auvers. Les objets ont été réétudiés en 1988 par les spécialistes de la Société préhistorique française.

## Politique et administration
| Période                                                                                   | Période   | Identité                     | Étiquette | Qualité                       |
| ----------------------------------------------------------------------------------------- | --------- | ---------------------------- | --------- | ----------------------------- |
| …1793                                                                                     | 1793…     | Deméautis                    |           |                               |
| 1793                                                                                      | 1796      | François Drieu               |           | Officier public               |
| 1796                                                                                      | 1816      | Policarpe Salmon             |           | Officier public               |
| 1796                                                                                      | 1816      | Policarpe Salmon             |           |                               |
| 1816                                                                                      | 1830      | Côme Leledy                  |           |                               |
| 1830                                                                                      | 1848      | Hégésippe Delarue            |           |                               |
| 1848                                                                                      | 1850      | Romphaire Leledy             |           |                               |
| 1850                                                                                      | 1871      | Frédéric Jules Michel Leledy |           |                               |
| 1872                                                                                      | 1877      | Jean-François Touzard        |           |                               |
| 1877                                                                                      | 1883      | Frédéric Auguste Leledy      |           |                               |
| 1884                                                                                      | 1902      | Philippe Auguste Philippe    |           |                               |
| 1902                                                                                      | 1912      | Jean Touzard                 |           |                               |
| 1912                                                                                      | 1925      | Pierre Fossey                |           |                               |
| 1925                                                                                      | 1935      | Auguste Herout               |           |                               |
| 1935                                                                                      | 1947      | François Guérin              |           |                               |
| 1949                                                                                      | 1977      | Émile Poisson                |           |                               |
| 1977                                                                                      | 1989      | Albert Legrand               |           |                               |
| 1989                                                                                      | mars 2008 | Côme Hérout                  | SE        | Agriculteur                   |
| mars 2008                                                                                 | mai 2020  | Guy Foucher                  | SE        | Agriculteur retraité          |
| mai 2020                                                                                  | En cours  | Yves Poisson                 | SE        | Employé de banque en retraite |
| Une partie des données est issue d'une liste établie par Jean Pouëssel et Claude Bieslin. |           |                              |           |                               |

Le conseil municipal est composé de quinze membres dont le maire et trois adjoints.

## Population et société

### Démographie
L'évolution du nombre d'habitants est connue à travers les recensements de la population effectués dans la commune depuis 1793. Pour les communes de moins de 10 000 habitants, une enquête de recensement portant sur toute la population est réalisée tous les cinq ans, les populations de référence des années intermédiaires étant quant à elles estimées par interpolation ou extrapolation. Pour la commune, le premier recensement exhaustif entrant dans le cadre du nouveau dispositif a été réalisé en 2008.
En 2022, la commune comptait 689 habitants, en évolution de +2,07 % par rapport à 2016 (Manche : −0,31 %, France hors Mayotte : +2,11 %).
Auvers a compté jusqu'à 1 316 habitants en 1806.
| 1793  | 1800  | 1806  | 1821  | 1831  | 1836  | 1841  | 1846  | 1851  |
| ----- | ----- | ----- | ----- | ----- | ----- | ----- | ----- | ----- |
| 1 186 | 1 266 | 1 316 | 1 306 | 1 224 | 1 215 | 1 205 | 1 194 | 1 212 |

| 1856  | 1861  | 1866  | 1872  | 1876  | 1881  | 1886  | 1891  | 1896  |
| ----- | ----- | ----- | ----- | ----- | ----- | ----- | ----- | ----- |
| 1 168 | 1 153 | 1 141 | 1 077 | 1 133 | 1 122 | 1 104 | 1 044 | 1 014 |

| 1901 | 1906 | 1911 | 1921 | 1926 | 1931 | 1936 | 1946 | 1954 |
| ---- | ---- | ---- | ---- | ---- | ---- | ---- | ---- | ---- |
| 887  | 884  | 807  | 676  | 664  | 656  | 657  | 663  | 766  |

| 1962 | 1968 | 1975 | 1982 | 1990 | 1999 | 2006 | 2008 | 2013 |
| ---- | ---- | ---- | ---- | ---- | ---- | ---- | ---- | ---- |
| 675  | 627  | 573  | 563  | 571  | 589  | 644  | 661  | 666  |

| 2018 | 2022 | - | - | - | - | - | - | - |
| ---- | ---- | - | - | - | - | - | - | - |
| 676  | 689  | - | - | - | - | - | - | - |

### Sports
L'USAuvers fait évoluer deux épuipes masculine de football et deux équipes féminine à huit en divisions de district.

## Économie
Le parc éolien d'Auvers-Méautis comporte quatre turbines.
La commune se situe dans la zone géographique des appellations d'origine protégée (AOP) Beurre d'Isigny et Crème d'Isigny.

## Culture locale et patrimoine

### Lieux et monuments
- Église Saint-Étienne du XIIe siècle, classée aux monuments historiques par arrêté du 21 mars 1994[34]. La tour conserve des fenêtres romanes. À l'instar de nombreuses églises des marais, remarquables par leurs dimensions, Saint-Étienne d'Auvers incarne bien l'opulence d'une région pourtant perçue comme pauvre. L'édifice remonte aux XIIIe et XIVe siècles[35].

Les fonts baptismaux sont classés au titre objet. L'église abrite également des peintures murales du XIVe, les statues Vierge à l'Enfant (XVIIIe) et saint Sébastien (XVIIIe), ainsi que des verrières des XIXe – XXe siècles. On y invoque saint Laurent pour la guérison du zona.
- Presbytère d'Auvers. Bâti en 1751, sa façade est en bauge à l'exception des encadrements des baies, réalisés en pierre de taille de Valognes. À la symétrie de la façade répond celle de la distribution intérieure, desservie par un escalier central[37].
- Croix ancienne du cimetière.
- Château d'Auvers du XVIIe siècle dont les façades et toitures du pavillon central, et la dépendance du pavillon d'entrée sont inscrites au titre des monuments historiques par arrêté du 2 novembre 1972[38].
- Points de vue sur les marais du Cotentin.
- Ferme éolienne de Méautis-Auvers (dont une éolienne sur Auvers)
- Lavoir de Cantepie.
- Table d'orientation.
- Gare d'Auvers
- Ancienne voie ferrée Carentan-Carteret, transformée en voie verte.

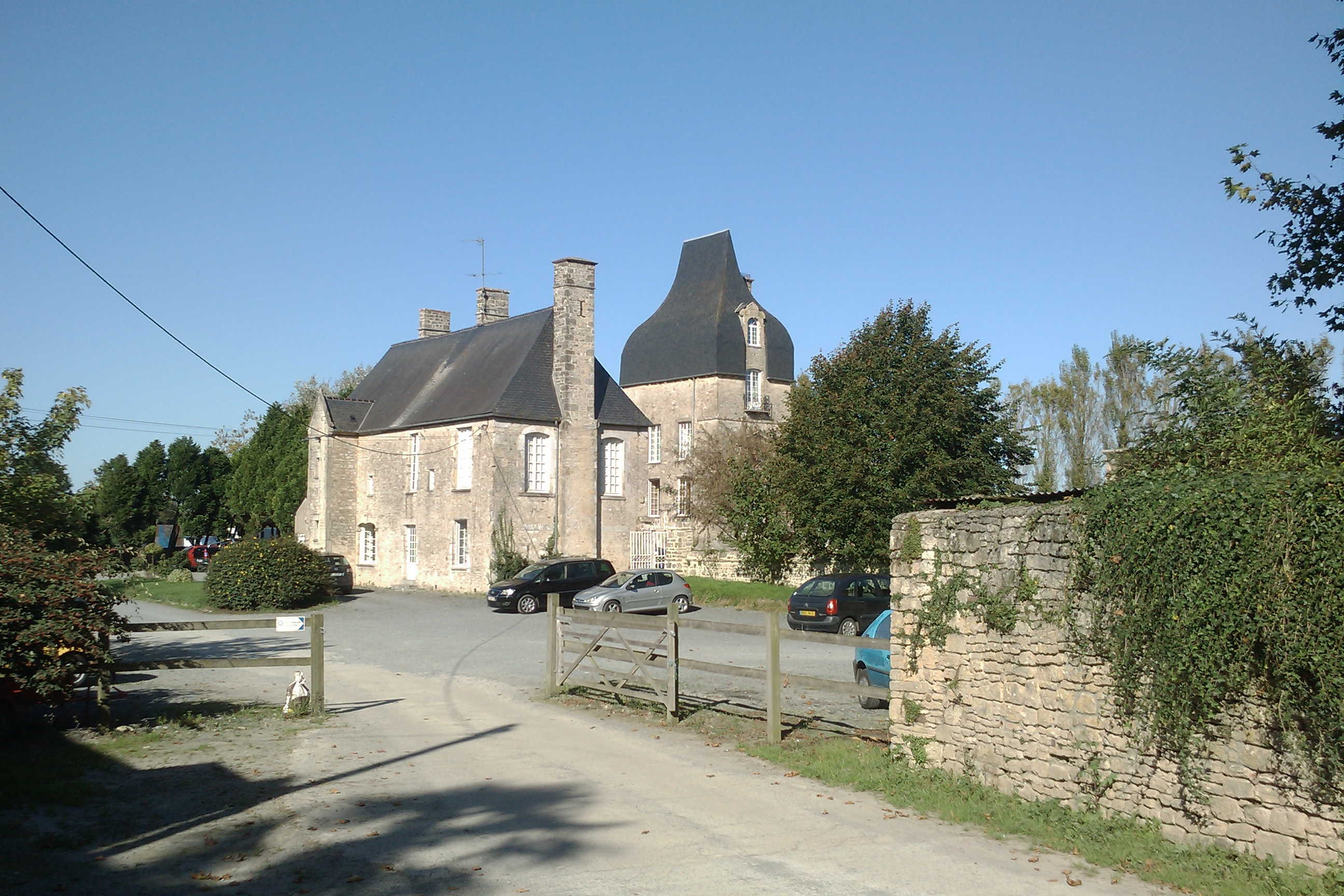
Le château.
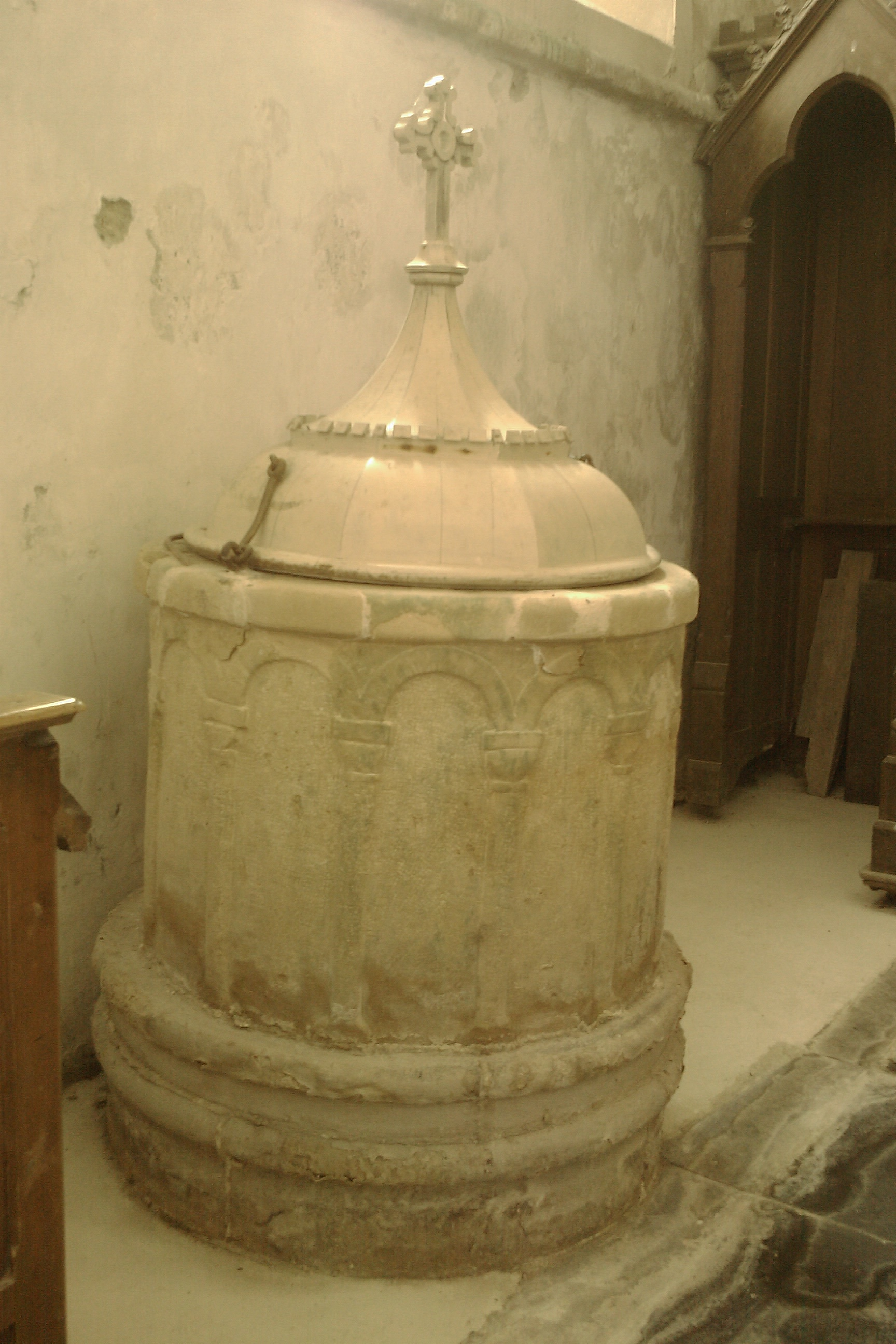
Les fonts baptismaux.

### Auvers dans les arts
Un village Auvers est cité dans le poème d’Aragon, Le Conscrit des cent villages, écrit comme acte de Résistance intellectuelle de manière clandestine au printemps 1943, pendant la Seconde Guerre mondiale.
Sans autre précision de la part du poète, il peut s'agir de deux villages :
- Auvers dans la Manche ;
- Auvers dans la Haute-Loire.

### Personnalités liées à la commune
- Henri Touzard (Auvers, 1894 - 1984), cycliste ayant participé à cinq Tours de France entre 1923 et 1927.